# 개 같은 날의 오후
"개 같은 날의 오후"는 이민용 감독의 1995년 한국 영화이다.

## 줄거리
자동차 접촉사고와 공중전화 시비 등 일련의 세태비판을 담은 <개 같은 날의 오후>의 전반부 25분 정도는 장미 아파트 주민들의 수선거리는 모습들이 스피디하거나 산만하게 폭죽을 울린다. 다수의 주인공을 소개시키기 위한 밑그림으로 이해되는데, 빠른 화면 바뀜으로 인해 다소 산만하게 보이긴 할망정 그것들이 박진감 넘치는 현실적 진실의 모습임은 말할 나위가 없다. 이 영화의 핵심사건인 옥상 투쟁의 발단이라 할 정희(하유미) 남편에 대한 윤희(정선경)의 대거리와 영희 엄마(송옥숙), 은주 엄마(김보연) 등이 가세한 집단폭행 장면도 대단히 원시적인 동시에 지극히 현상적이다. 애들 싸움이 어른 싸움이 된다고 아차 하는 순간에 저질러진 집단폭행(이때까지만 해도 개인적인 일이었다)은 급기야 남성중심사회에서의 아내 구타사건으로 비화되고, 발빠르게 SBC 등 언론을 통해 여론을 들끓게 한다. 이것만으로도 첨예한 사회문제를 성공적으로 영상에 옮겼다는 평가가 가능하다. 성차별을 극복한답시고 남편과 막상막하의 실력으로 외간남자와 놀아나는 식의 영화들과는 분명히 변별된다는 점에서이다. 그런데 그 메시지를 풀어나가는 방법이 전혀 지루하지 않다. 무거운 주제의식을 깔면서도 연방 터지는, 주로 대사에 의존한 코미디가 다채롭고 발랄하게 영화를 이끌어가는 것이다. 그런 점에서 <개 같은 날의 오후>는 옛날의 영화적 주류에서 벗어나 새로운 대안을 제시하는 코미디란 뜻의 '비주류 코미디'라 할 만하다. 특히 두 도둑 덕배(이경영)와 달수(김민종)가 내뱉는 "낮이나 밤이나 생 쇼를 하는구만" 등의 대사와 함께 술취해 부르는 노래는 긴박한 상황과 코믹한 분위기를 잘 조화시킨 절정론이다. <개 같은 날의 오후>가 단연 돋보이는 까닭은, 끊임없이 웃기면서도 진지한 메시지를 담아내 콧등이 시큰거리게 한다는 데 있다. 투쟁을 지지하는 수많은 여성들이 피켓 등을 들고 노도와 같이 몰아치며 시위하는 장면에서 그런 정서에 빠져들게 한다.

## 캐스팅
- 하유미 - 이정희
- 정선경 - 장윤희
- 손숙 - 김경숙
- 김보연 - 은주엄마
- 송옥숙 - 영희엄마
- 황미선 - 석이엄마
- 임희숙 - 공주댁
- 이진선 - 기순( 불륜녀 )
- 이명희 - 명화
- 정보석 - 기동대장
- 문수진 - 홍기자
- 이경영 - 덕배(도둑 1)
- 김민종 - 달수(도둑 2)
- 신철진 - 기동대 부관
- 김승우 - 특수진압대장 (우정출연)
- 이호성 - 영희아빠
- 전해룡 - 석이아빠
- 조선묵 - 은주아빠
- 윤문식 - 공주댁 남편
- 김선화 - 506호 여자
- 김성옥 - 출판사 편집장
- 장진 - 석호
- 김일우 - 정PD
- 김애라 - 개성댁(투신할머니)
- 이정학 - 개성댁 아들
- 김정수 - 개성댁 며느리
- 안석환 - 카메라 기자
- 김해곤 - 이삿짐 사다리차 운전수
- 박홍근 - 동네남자 1
- 임동문 - 동네남자 2
- 홍석연 - 경찰 1
- 이범수 - 경찰 2
- 김재록 - 구급요원 1
- 박은형 - 구급요원 2
- 장미훈 - 산악대원들
- 김정은 - 산악대원들
- 조라영 - 산악대원들
- 유현지 - 영희
- 심성윤 - 석이
- 김알음 - 유미[1]

## 수상 내역
- 1995년 6회 춘사국제영화제 (신인감독상, 각본상 - 이경식, 여자우수연기상 - 김보연)
- 1995년 16회 청룡영화상 (최우수작품상 후보, 신인감독상, 여우조연상 - 송옥숙)
- 1996년 34회 대종상 영화제 (신인감독상)
- 1996년 32회 백상예술대상 (영화 신인감독상, 영화 인기상 - 정선경)

## 상영정보
- 극장개봉 : 1995년 9월 8일
- 비디오출시 : 1995년 12월 27일 (VHS, 드림박스)

## 관객수
- 서울 173,613 명(1995년 영화전체 흥행순위 15위)

※ 출처- KOBIS 영화관 입장권 통합 전산망